# Krokiet (potrawa z naleśnika)
Krokiet (z fr. croquette) – smażony pasztecik w postaci słonego nadzienia zawiniętego w naleśnik. Ta grupa potraw bywa też nazywana krokietami w naleśnikach, krokietami naleśnikowymi lub pasztecikami naleśnikowymi.
Krokiety podaje się jako dodatek do zup lub jako danie podstawowe – z surówką i sosem. 
W celu wykonania krokieta, na usmażony naleśnik wykłada się nadzienie, następnie formuje go w rulon o bokach zamkniętych, panieruje w jajku i bułce tartej, po czym obsmaża z obu stron.
Przykładowe rodzaje farszu to (główne składniki mogą wymagać dodatku składnika spulchniającego lub sklejającego):
- mięsne
  - ze zmielonej, ugotowanej wątróbki[3];
  - ze zmielonego mięsa z rosołu[3];
- mięsno-warzywne:
  - ze zmielonego mięsa kurzego ugotowanego z porami[4]
  - z zmielonych i ugotowanych głowizny i płucek wieprzowych, połączonych z przysmażoną cebulą[4]
  - z posiekanych ugotowanych grzybów i zmielonej gotowanej wieprzowiny
- jarskie:
  - z pieczarkami uduszonymi z podsmażoną cebulką[1];
  - z kapustą kiszoną i grzybami (zob. kapusta z grzybami);
  - z drobno posiekanego jajka na twardo.